# Ånimskog
Ånimskog är ett samhälle i Ånimskogs socken i Åmåls kommun i Dalsland. SCB hade här avgränsat en småort från 1990 till 2023.
Det lilla samhället Ånimskog har omkring 50 invånare. Många av dessa har arbetat på byns sågverk (tillhörande Moelven Tom Heurlin AB). Sedan december 2008 är sågen nedlagd, kvar finns två hyvlar som går i varierande omfattning .

## Kända personer från Ånimskog
- Alvar Lundin, konstnär
- Otto Hesselbom, konstnär
- Maria Johansson, musiker
- Albin Ström, riksdagsman